# تجمع البثينة (حجر)

تعديل مصدري - تعديل

تجمع البثينة هو "تجمع بدوي" في عزلة الجول بمديرية حجر التابعة لمحافظة حضرموت، بلغ تعداد سكانها 46 نسمة حسب تعداد اليمن لعام 2004.